# Гун Ли (шорт-трекистка)
Гун Ли (кит. трад. 公俐, англ. Zhong Yuchen; род. 9 июля 2000 года в Циндао, Китай) — китайская шорт-трекистка. Чемпион мира и серебряный призёр чемпионата мира. Выступает за команду провинции Шаньдун.

## Биография
Гун Ли начала заниматься шорт-треком в возрасте 11 лет в недавно созданной команде в Циндао, а в 2015 году была выбрана в национальную тренировочную команду провинции Шаньдун. С 2016 года она участвовала на соревнованиях Национальной лиги Китая. В январе 2017 года на чемпионате мира среди юниоров в Инсбруке Ли завоевала свою первую золотую медаль в женской эстафете и в сумме многоборья заняла 12-е место. В марте на юниорском чемпионате Китая завоевала золотую медаль в забеге на 1500 м и попала в поле зрения тренера национальной сборной Китая.
В марте 2019 год Ли участвовала на зимней Универсиаде в Красноярске, заняв там 10-е место в забеге на 1500 м. В декабре 2020 года она стала чемпионом Китая в женской эстафете. В сезоне 2022/23 дебютировала на Кубке мира и в ноябре 2022 года на чемпионате четырёх континентов в Солт-Лейк-Сити выиграла серебряные медали в беге на 1000 м и в смешанной эстафете. В декабре она впервые выиграла смешанную эстафету на Кубке мира в Алма-Аты и заняла 3-е место в женской эстафете в феврале 2023 года на этапе в Дордрехте.
В марте на чемпионате мира в Сеуле Ли стала серебряным призёром вместе с партнёрами по команде в смешанной эстафете В октябре на Кубке мира в Монреале она дважды стала первой в смешанной эстафете, а в декабре на этапе в Пекине завоевала серебряную медаль в смешанной эстафете и в забеге на 1500 м, а также бронзовую в беге на 1000 м. В марте 2024 года на чемпионате мира в Роттердаме Гун Ли завоевала золотую медаль в смешанной эстафете и заняла лучшее 6-е место в индивидуальной гонке на 1500 м.

## Награды
- 2016 год — названа Элитным спортсменом национального класса